# Maksim Mokrousov
Maksim Vladimirovič Mokrousov (in russo Максим Владимирович Мокроусов?; traslitterazione anglosassone Maxim Vladimirovich Mokrousov; 4 ottobre 1983) è un bobbista russo.

## Biografia
Compete dal 2011 come frenatore per la nazionale russa. Ha vinto una medaglia d'argento nel bob a quattro ai campionati mondiali di Sankt Moritz 2013.
In Coppa del mondo ha ottenuto il primo podio il 3 dicembre 2011 (nella gara a squadre) e la sua prima vittoria il 15 gennaio 2012 nel bob a quattro.

## Palmarès

### Mondiali
- 1 medaglie:
  - 1 argento (bob a quattro a Sankt Moritz 2013).

### Coppa del Mondo
- 13 podi (11 nel bob a quattro, 1 nelle gare a squadre):
  - 7 vittorie (tutte nel bob a quattro);
  - 2 secondi posti (nel bob a quattro);
  - 4 terzi posti (3 nel bob a quattro, 1 nelle gare a squadre).

#### Coppa del Mondo - vittorie
| Data             | Luogo       | Paese       | Disciplina                                                                     |
| ---------------- | ----------- | ----------- | ------------------------------------------------------------------------------ |
| 15 gennaio 2012  | Königsee    | Germania    | a quattro con Aleksandr Zubkov (pilota), Filipp Egorov e Dmitrij Trunenkov     |
| 5 febbraio 2012  | Whistler    | Canada      | a quattro con Aleksandr Zubkov (pilota), Filipp Egorov e Dmitrij Trunenkov     |
| 10 novembre 2012 | Lake Placid | Stati Uniti | a quattro con Aleksandr Zubkov (pilota), Aleksej Negodajlo e Dmitrij Trunenkov |
| 17 novembre 2012 | Park City   | Stati Uniti | a quattro con Aleksandr Zubkov (pilota), Aleksej Negodajlo e Dmitrij Trunenkov |
| 24 novembre 2012 | Whistler    | Canada      | a quattro con Aleksandr Zubkov (pilota), Aleksej Negodajlo e Dmitrij Trunenkov |
| 9 dicembre 2012  | Winterberg  | Germania    | a quattro con Aleksandr Zubkov (pilota), Aleksej Negodajlo e Dmitrij Trunenkov |
| 13 gennaio 2013  | Königsee    | Germania    | a quattro con Aleksandr Zubkov (pilota), Aleksej Negodajlo e Dmitrij Trunenkov |